# Salgado (Sergipe)
Salgado é um município brasileiro do estado de Sergipe. Encontra-se na região Centro-Oeste do Estado. A sede do município localiza-se às margens da rodovia federal BR-349, que liga Aracaju a Brasília.

## História
As terras do atual município começaram a ser povoada na metade do século XIX, surgindo uma povoação chamada Pau Ferro ou Salgadinho. A localização só começou a merecer registro a partir da construção da linha férrea, em 1911, sendo buscada pelos habitantes de Estância, por ser o melhor ponto para o embarque de trens. Em 1927 foi desmembrado de Boquim e elevado a município de Salgado. Em 1938 sua sede passou à categoria de cidade.

## Geografia
Localiza-se a uma latitude 11º01'55" sul e a uma longitude 37º28'30" oeste, estando a uma altitude de 100 metros. Sua população estimada em 2010 era de 19.365 habitantes.
Possui uma área de 255,8 km².